# Eudesmia quadrifasciata
Eudesmia quadrifasciata là một loài bướm đêm thuộc phân họ Arctiinae, họ Erebidae.